# Conilurus
A Conilurus az emlősök (Mammalia) osztályának a rágcsálók (Rodentia) rendjébe, ezen belül az egérfélék (Muridae) családjába tartozó nem.

## Rendszerezés
A nembe az alábbi 3 faj tartozik:
- †fehérlábú nyúlpatkány (Conilurus albipes) Lichtenstein, 1829 – típusfaj
- †Conilurus capricornensis Cramb & Hocknull, 2010[1]
- Conilurus penicillatus Gould, 1842